# Gran Pajáten
Gran Pajáten è un sito archeologico situato nelle foreste nebulose delle Ande in Perù, tra i fiumi Marañon e Huallaga. Il sito archeologico si trova nel parco nazionale del Rio Abiseo, che fu creato nel 1983. Il parco è stato classificato come patrimonio dell'umanità dall'UNESCO nel 1990, e come sito Culturale nel 1992.

## Geografia
Gran Pajáten si trova in cima a una collina, ed è formato da una serie di almeno 26 strutture di pietra disposte in maniera circolare, sopra numerose scalinate. Le rovine occupano un'area di circa 20.000 m². Le costruzioni principali sono adornate con mosaici in ardesia che rappresentano umani, uccelli e figure geometriche. L'analisi dei campioni di ceramica e la datazione al carbonio mostrano che l'occupazione dell'area iniziò prima del 200 a.C., ma le rovine visibili attualmente vennero costruite durante l'epoca degli Inca.
Basandosi principalmente sugli indizi architetturali, l'insediamento è stato attribuito alla cultura Chachapoyas.

## Storia
L'esploratore Gene Savoy è stato erroneamente indicato come lo scopritore delle rovine nel 1965. In realtà il sito venne scoperto da alcuni abitanti della città di Pataz nel 1964. Savoy pubblicizzò la scoperta alla stampa ponendola come sua. Nel 1966 il governo peruviano sistemò una piattaforma per elicotteri e rimosse molta della vegetazione che circondava il sito. Molti anni dopo, queste azioni vennero criticate a causa della delicata natura del sito archeologico. Senza la protezione della vegetazione, le rovine di pietra iniziarono a deteriorarsi rapidamente.
Nel 1985, una squadra condotta dal dipartimento di antropologia dell'Università del Colorado fece iniziare un progetto di ricerca a Pajaten. La spedizione venne pubblicizzata ampiamente, e questa seconda investigazione portò a discussioni riguardo all'apertura del sito al turismo. Una spedizione peruviana, effettuata nel 1990, eliminò altra vegetazione dalla zona, causando altri danni alle rovine.